# Лінна Ірбі-Джексон
Лінна Ірбі-Джексон (6 грудня 1998 , Меррілвіль, Індіана ) — американська легкоатлетка, що спеціалізується на бігу на короткі дистанції, олімпійська чемпіонка 2020 року.

## Кар'єра
| Рік             | Змагання                      | Місце проведення             | Місце           | Дисципліна                   | Результат       | Примітки        |
| Представник США | Представник США               | Представник США              | Представник США | Представник США              | Представник США | Представник США |
| --------------- | ----------------------------- | ---------------------------- | --------------- | ---------------------------- | --------------- | --------------- |
| 2016            | Чемпіонат світу серед юнаків  | Калі, Колумбія               | 2               | біг на 400 метрів            | 51.79           | PB              |
| 2016            | 1                             | естафета 4×400 метрів, мікст | 3:19.54         |                              |                 |                 |
| 2016            | Чемпіонат світу серед юніорів | Бидгощ, Польща               | 2               | біг на 400 метрів            | 51.39           | PB              |
| 2016            | 1                             | естафета 4×100 метрів        | 44.31           |                              |                 |                 |
| 2016            | 1                             | естафета 4×400 метрів        | 3:29.11         | WJL                          |                 |                 |
| 2019            | Панамериканські ігри          | Ліма, Перу                   | 15              | біг на 200 метрів            | 23.93           |                 |
| 2019            | 3                             | естафета 4×100 метрів        | 43.39           |                              |                 |                 |
| 2019            | 1                             | естафета 4×400 метрів        | 3:26.46         |                              |                 |                 |
| 2021            | Олімпійські випробування США  | Юджин, США                   | 7               | біг на 200 метрів            | 22.46           |                 |
| 2021            | Олімпійські випробування США  | Юджин, США                   | 6               | біг на 400 метрів            | 50.35           |                 |
| 2021            | Олімпійські ігри              | Токіо, Японія                | 1 (з.)          | естафета 4×400 метрів        | 3.20,86         | SB              |
| 2021            | Олімпійські ігри              | Токіо, Японія                | 3 (з.)          | естафета 4×400 метрів, мікст | 3.11,39         | SB              |
| 2022            | Чемпіонат світу в приміщенні  | Белград, Сербія              | 15              | біг на 400 метрів            | 52.78           |                 |
| 2022            | Чемпіонат світу в приміщенні  | Белград, Сербія              | 4               | естафета 4×400 метрів        | 3:28.63         |                 |